# Résidence de Suárez et Reyes
La résidence Suárez et Reyes (en espagnol : Residencia de Suárez y Reyes) est la résidence officielle du président de la République orientale de l'Uruguay. Il est situé dans le quartier du Prado à Montevideo et est connu sous le nom de « Suárez y Reyes » en raison de son emplacement à l'intersection des avenues Joaquín Suárez et 19 de Abril, où commence la rue Reyes. 
Bien qu'il s'agisse de sa résidence, le bureau officiel du président et le siège de la présidence se trouvent dans la Tour Exécutive, face à la Place de l'Indépendance. La maison est ouverte au public chaque année lors de la Journée du Patrimoine.

## Histoire

### Construction et premiers usages

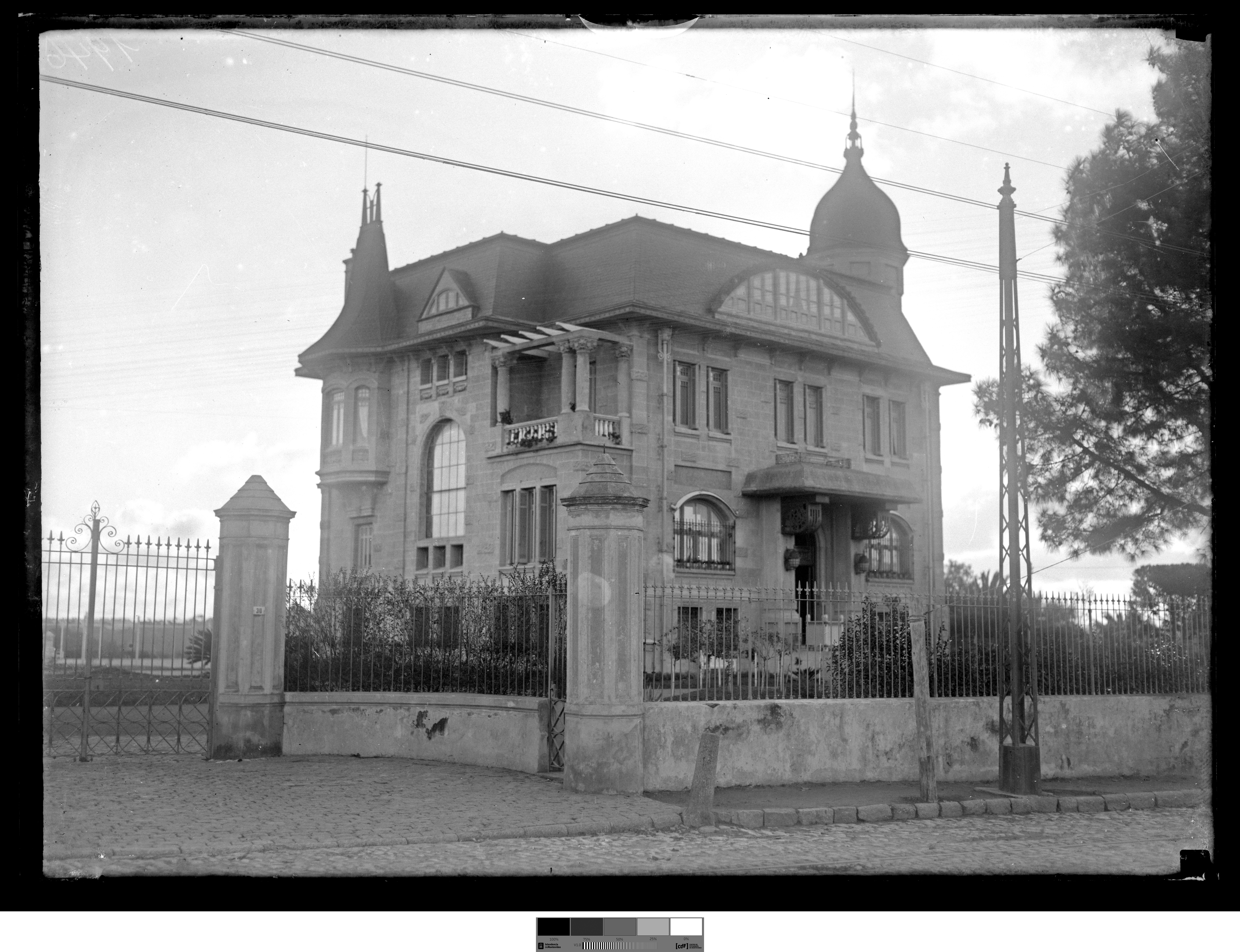
Domaine de Fein Lerena en 1918

En 1907, la propriété de l'actuelle résidence a été mise aux enchères dans le cadre d'un lot de douze parcelles situées dans le Prado, un quartier aisé du nord de Montevideo. Adelina Lerena de Fein en fit l'acquisition et chargea l'architecte Juan María Aubriot de concevoir une maison de trois étages destinée à être une résidence de villégiature. Les travaux débutèrent cette même année et furent achevés en 1908.
Après le décès des premiers propriétaires, la famille décida de vendre la propriété, qui fut acquise par l'Allemand Werner Quincke. Ce dernier confia à l'architecte Karl Trambauer la réalisation de plusieurs modifications, notamment l'ajout d'une tour attenante à la façade principale. Par la suite, la famille Quincke céda la résidence à la famille Susviela Elejalde, qui, pour des raisons financières, transféra ses droits à la municipalité de Montevideo.

### Résidence présidentielle
En 1947, la présidence de la République était à la recherche d’une propriété à affecter comme résidence officielle du président, car jusqu’alors, des résidences étaient louées pour accueillir la famille présidentielle. Sur recommandation de la Première dame Matilde Ibáñez, le président de la République, Luis Batlle Berres, opta pour la « Quinta de Suárez », un lieu chargé de valeur sentimentale pour le couple, puisqu’ils s’étaient rencontrés en 1925 alors qu’ils se promenaient devant la propriété.
Une fois la résidence acquise, des travaux de rénovation furent confiés à l’architecte Juan Scasso, connu pour être le créateur du projet de construction du Stade Centenario. Sous la présidence de Jorge Pacheco Areco, des terrains adjacents furent expropriés afin d’intégrer les rues Bernardo Berro et Valdense à l’ensemble de la résidence. Aujourd’hui, celle-ci dispose d’un vaste jardin agrémenté d’une roseraie et d’un étang, ainsi que d’une piscine, d’un espace barbecue et d’un terrain multisports, qui fait également office d’hélipad. En 1964, lors de sa visite en Uruguay, le général Charles de Gaulle résida dans la maison.

## Composition du bâtiment

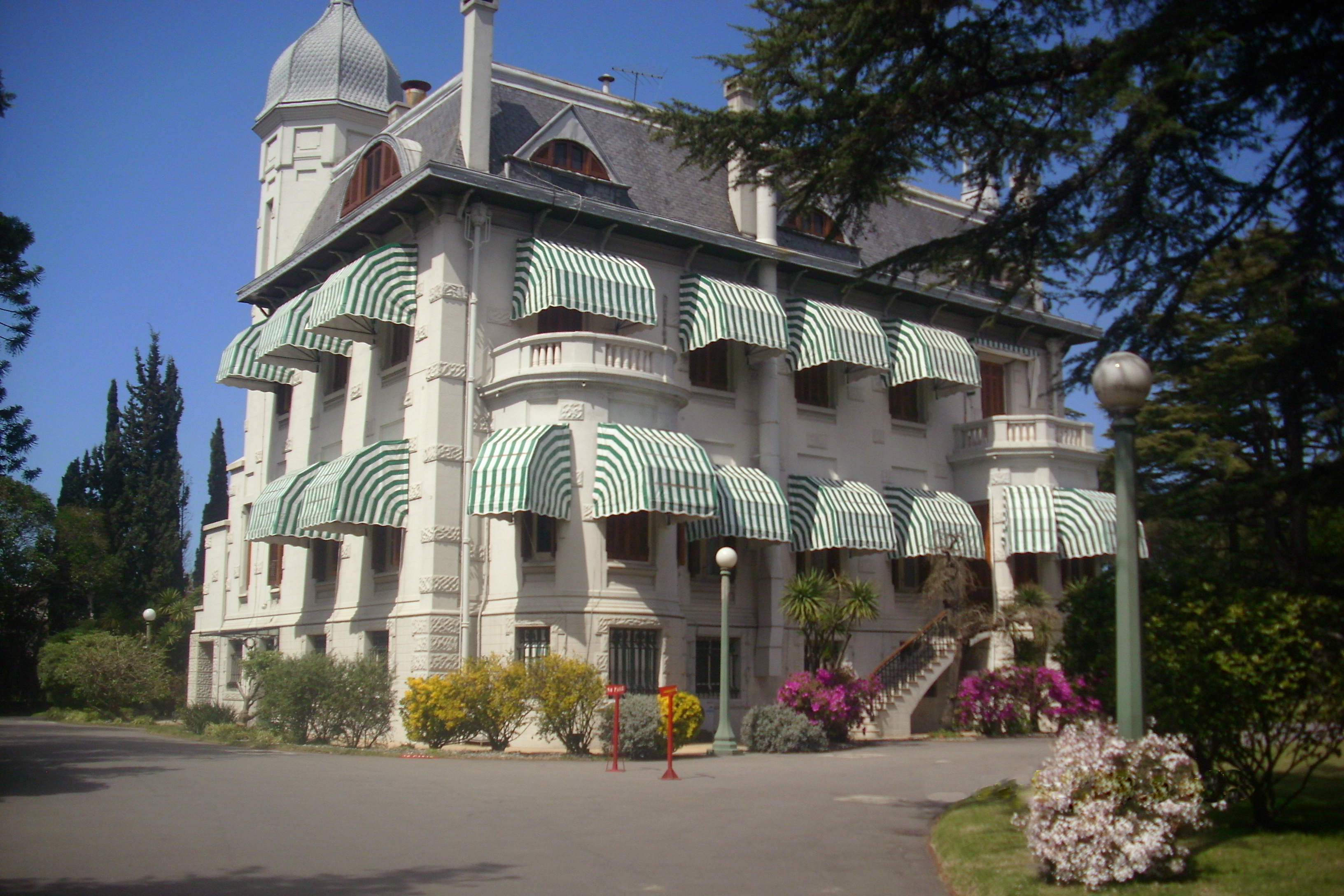
Façade arrière de la maison principale

La maison est un bâtiment de trois étages. La cuisine est située au sous-sol, les espaces protocolaires et les bureaux au premier étage, tandis que la résidence occupe le deuxième étage. L'entrée principale est composée d'un escalier en marbre qui mène au vestibule d'honneur, autour duquel se trouvent l'aire de réception, un escalier impérial en bois et un ascenseur. L'escalier en bois de style impérial se compose d'une première volée droite, suivie, après un palier, de deux volées tournantes s'opposant à la direction de la première. Le sol du vestibule est recouvert de mosaïques vénitiennes avec des motifs géométriques.

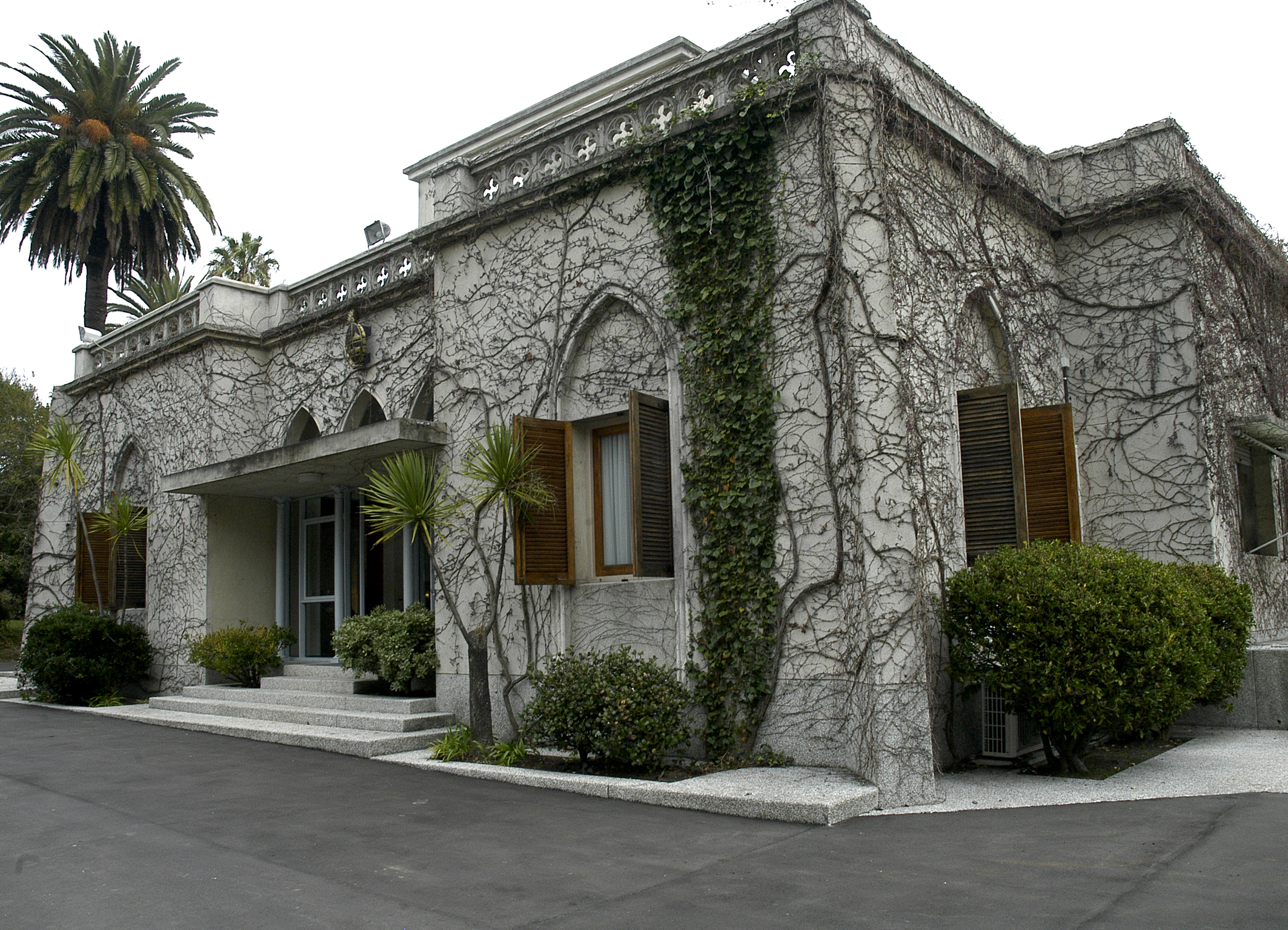
Suárez Chico

Au même étage se trouve la salle principale, qui sert d'espace pour les réunions du Conseil des ministres. Le plafond présente un important boiserie en chêne. De l'autre côté se trouve la salle de musique, où sont organisées des réceptions diplomatiques. Le bureau présidentiel est décoré d'un tapis offert par la Première ministre de l'Inde, Indira Gandhi. Au deuxième étage se trouvent un salon, une salle à manger et trois chambres.
Le domaine de la résidence comprend plusieurs constructions en plus de la maison principale. Parmi celles-ci figure l’ancien bâtiment de l’Observatoire municipal de météorologie, connu sous le nom de « Suárez Chico », qui abrite un bureau destiné au président, ainsi qu’un pavillon avec barbecue où sont organisés divers événements,. Par ailleurs, la résidence dispose d’un vaste jardin agrémenté d’un étang et d’une roseraie, qui faisaient autrefois partie du Jardin botanique adjacent.